# Усадьба Г. А. Львова
Усадьба Г. А. Львова (также усадьба «Львово» или усадьба «Боровое») — бывшая загородная усадьба миллионера-нефтепромышленника Георгия Львова, расположенная в Лужском районе Ленинградской области, на территории образованного в советское время посёлка Дом Отдыха «Боровое».
Памятник истории и архитектуры начала XX века. Ныне в здании размещается Центр восстановительной медицины и реабилитации «Боровое», относящийся к МВД России по Санкт-Петербургу и Ленинградской области.

## История
Первоначально усадьба называлась «Боровое» по её расположению в сосновом лесу, второе название «Львово» она получила по фамилии владельца — Георгия Александровича Львова. Нефтепромышленник приобрёл участок земли в 118 десятин, расположенный между Череменецким озером и дорогой из Луги в Череменецкий монастырь. Участок был достаточно живописен и находился рядом с железной дорогой, что было удобно для сообщения со столицей.
Архитектором усадьбы выступил С. П. Иванов, на тот момент имевший диплом старшего техника. Крутой береговой откос, покрытый соснами, был отделан широкими уступами. На средней площадке построен каменный дом в стиле неоклассицизма. Здание увенчано бельведером и четырёхколонными портиками под фронтонами обоих фасадов.
После революции 1917 года усадьба была национализирована. В нём устроили дом для беспризорных. В 1924—1931 годах имение использовалось как филиал здравницы «Красный вал», а в 1940 году его превратили в Дом отдыха НКВД, возобновивший свою деятельность после Великой Отечественной войны.